# U-Bahnhof Rochusplatz
Der U-Bahnhof Rochusplatz (bis 2019 Äußere Kanalstraße) ist eine Station der Kölner Stadtbahn und liegt auf der Grenze zwischen den Stadtteilen Bickendorf und Ehrenfeld unter der Kreuzung Venloer Straße/Äußere Kanalstraße.
Die Station wird planmäßig von den Linien 3 und 4 der Kölner Verkehrsbetriebe bedient.

## Geschichte
Der U-Bahnhof wurde am 30. Mai 1992 im Zuge der zweiten Baustufe des U-Bahn-Tunnels unter der Venloer Straße eröffnet. Bevor man die Station Äußere Kanalstraße benannt hat, sollte die Station ursprünglich Rochusplatz benannt werden, da während der Bauzeit geplant war, die darüberliegende Fläche zwischen Rochusstraße, Rochuskapelle und Bickendorfer Schwimmbad in einen Platz mit Amphitheater umzugestalten. Weil die Kölner Verkehrsbetriebe eine U-Bahn-Station nicht nach einem (noch) nicht existierenden Platz benennen wollten, war zwischenzeitlich die Bezeichnung Bickendorf im Gespräch. Letztendlich wurde die Station Äußere Kanalstraße genannt und die bis dahin bestehende Haltestelle der Linie 5 gleichen Namens in Iltisstraße/Äußere Kanalstraße umbenannt. Diese Haltestelle trägt heute nur noch die Bezeichnung Iltisstraße. Mit dem Fahrplanwechsel 2019/2020 der Kölner Verkehrsbetriebe wurde am 15. Dezember 2019 die Haltestelle Äußere Kanalstraße in Rochusplatz umbenannt.
Am 12. November 2008 fuhr ein brennender Zug der Linie 3 in Richtung Innenstadt in die Station ein. Das Feuer war am U-Bahnhof Akazienweg entdeckt worden. Aufgrund der starken Rauchentwicklung gab es sieben Verletzte. Es waren 185 Rettungskräfte im Einsatz, am betroffenen Wagen entstand wirtschaftlicher Totalschaden.

## Architektur
Wie alle Tunnelstationen im Zuge der Venloer Straße wurde auch hier eine Halle mit Mittelbahnsteig und außenliegenden Gleisen gewählt. Der Bahnsteig wurde als Hochbahnsteig angelegt und verfügt über einen Aufzug zur Oberfläche, womit der U-Bahnhof von Anfang an barrierefrei war. Der Bahnsteig hat an beiden Enden Ausgänge: einen nach Bickendorf und einen nach Ehrenfeld. An beiden Ausgängen befinden sich Zwischenebenen.
Die Gleisebene befindet sich in einer größeren Halle, die künstlerisch gestaltet ist. Besonders auffällig sind hier drei große Kanalrohre des äußeren Hauptabwassersammlers, der unter der „Äußeren Kanalstraße“ verläuft, die unter der Hallendecke quer durch die U-Bahn-Station laufen. Die Kanalrohre sind in Rot, Blau und Gelb gehalten und werden durch die Lichtgestaltung von Hans T. v. Malotki und Robin Uber besonders hervorgehoben.
An der Strecke stadteinwärts der Haltestelle befindet sich zwischen den Streckengleisen eine eingleisige Wendeanlage, was für aus der Stadt kommende Züge, die am Rochusplatz enden, fahrtechnisch ungünstig ist. Dies betrifft die Züge der Linie 4 in den Abendstunden sowie sonntagvormittags. Diese Züge sind mit dem Ziel Rochusplatz beschildert.

## Linien
| Linie | Linienverlauf | Takt   |
| ----- | --- | ------ |
| 3     | Thielenbruch – Dellbrück – Holweide – Buchheim – Buchforst – Koelnmesse – Bf. Deutz/Lanxess Arena – U Severinstraße – U Poststraße – U Neumarkt – U Appellhofplatz (Breite Straße) – U Friesenplatz – U Hans-Böckler-Platz/Bahnhof West – U Piusstraße – U Körnerstraße – U Venloer Straße/Gürtel (Bf. Ehrenfeld) – U Leyendeckerstraße – U Rochusplatz – U Akazienweg – Bocklemünd – Mengenich – Görlinger-Zentrum | 10 min |
| 4     | Leverkusen-Schlebusch – Köln-Dünnwald – Höhenhaus – Mülheim Wiener Platz – Koelnmesse – Bf. Deutz/Lanxess Arena – U Severinstraße – U Poststraße – U Neumarkt – U Appellhofplatz (Breite Straße) – U Friesenplatz – U Hans-Böckler-Platz/Bahnhof West – U Piusstraße – U Körnerstraße – U Venloer Straße/Gürtel (Bf. Ehrenfeld) – U Leyendeckerstraße – U Rochusplatz – U Akazienweg – Bocklemünd                   | 10 min |